# فور أوكس (كارولاينا الشمالية)
فور أوكس (بالإنجليزية: Four Oaks, North Carolina)‏ هي بلدة أمريكية تقع في الولايات المتحدة في مقاطعة جونستون. يقدر عدد سكانها بـ 1,921 نسمة ومساحتها 2.8 كم2 وترتفع عن سطح البحر 60 متر.

## التركيبة السكانية
حدّد مكتب تعداد الولايات المتحدة بيانات التركيبة السكانية لفور أوكس في تعداد الولايات المتحدة. في ما يلي، التركيبة السكانية حسب تعدادي 2000 و2010.

### تعداد عام 2000
بلغ عدد سكان فور أوكس 1,424 نسمة بحسب تعداد عام 2000، وبلغ عدد الأسر 614 أسرة وعدد العائلات 386 عائلة مقيمة في البلدة. في حين سجلت الكثافة السكانية 239.3 نسمة لكل كيلومتر مربع (619.8/ميل2). وبلغ عدد الوحدات السكنية 667 وحدة بمتوسط كثافة قدره 112.1 لكل كيلومتر مربع (290.3/ميل2).
وتوزع التركيب العرقي للبلدة بنسبة 78.23% من البيض و16.22% من الأمريكيين الأفارقة و0.63% من الأمريكيين الأصليين و0.14% من الأمريكيين ذوي الأصول الآسيوية و3.72% من الأعراق الأخرى و1.05% من عرقين مختلطين أو أكثر و7.65% من الهسبانيون أو اللاتينيون من أي عرق.
بلغ عدد الأسر 614 أسرة كانت نسبة 32.6% منها لديها أطفال تحت سن الثامنة عشر تعيش معهم، وبلغت نسبة الأزواج القاطنين مع بعضهم البعض 44.3% من أصل المجموع الكلي للأسر، ونسبة 15.3% من الأسر كان لديها معيلات من الإناث دون وجود شريك،  بينما كانت نسبة 3.3% من الأسر لديها معيلون من الذكور دون وجود شريكة وكانت نسبة 37.1% من غير العائلات. تألفت نسبة 32.6% من أصل جميع الأسر من عدة أفراد يعيشون في نفس المنزل ونسبة 14.8% كانت تتألف من شخص يعيش بمفرده يبلغ من العمر 65 عاماً أو أكثر. وبلغ متوسط حجم الأسرة المعيشية 2.32، أما متوسط حجم العائلات فبلغ 2.91.
بلغ العمر الوسطي للسكان 37.1 عاماً. وكانت نسبة 24.6% من القاطنين تحت سن الثامنة عشر، وكانت نسبة 8.4% بين الثامنة عشر والرابعة والعشرين عاماً، ونسبة 28% كانت واقعةً في الفئة العمرية ما بين الخامسة والعشرين والرابعة والأربعين عاماً، ونسبة 23.7% كانت ما بين الخامسة والأربعين والرابعة والستين، ونسبة 15.2% كانت ضمن فئة الخامسة والستين عاماً فما فوق. يوجد لكل 100 أنثى 83.9 ذكر، ويوجد لكل 100 أنثى في الثامنة عشر من عمرها فما فوق 78.5 ذكر.
بلغ متوسط دخل الأسرة في البلدة 29,427 دولارًا، أما متوسط دخل العائلة فبلغ 41,875 دولارًا. وكان متوسط دخل الذكور 31,875 دولارًا مقابل 25,444 دولارًا للإناث. وسجل دخل الفرد الخاص بالبلدة 17,473 دولارًا. وكانت نسبة 12.8% من العائلات ونسبة 17.5% من السكان تحت خط الفقر، وكان من هؤلاء نسبة 23.7% تحت سن الثامنة عشر ونسبة 21.1% في الخامسة والستين من العمر وما فوق.

### تعداد عام 2010
بلغ عدد سكان فور أوكس 1,921 نسمة بحسب تعداد عام 2010، وبلغ عدد الأسر 807 أسرة وعدد العائلات 501 عائلة مقيمة في البلدة. في حين سجلت الكثافة السكانية 322.9 نسمة لكل كيلومتر مربع (836.3/ميل2). وبلغ عدد الوحدات السكنية 888 وحدة بمتوسط كثافة قدره 149.2 لكل كيلومتر مربع (386.4/ميل2).
وتوزع التركيب العرقي للبلدة بنسبة 69.76% من البيض و17.54% من الأمريكيين الأفارقة و0.88% من الأمريكيين الأصليين و0.21% من الأمريكيين ذوي الأصول الآسيوية و8.64% من الأعراق الأخرى و2.97% من عرقين مختلطين أو أكثر و14.11% من الهسبانيون أو اللاتينيون من أي عرق.
بلغ عدد الأسر 807 أسرة كانت نسبة 34.3% منها لديها أطفال تحت سن الثامنة عشر تعيش معهم، وبلغت نسبة الأزواج القاطنين مع بعضهم البعض 39.7% من أصل المجموع الكلي للأسر، ونسبة 18.5% من الأسر كان لديها معيلات من الإناث دون وجود شريك،  بينما كانت نسبة 4% من الأسر لديها معيلون من الذكور دون وجود شريكة وكانت نسبة 37.9% من غير العائلات.
تألفت نسبة 33.6% من أصل جميع الأسر من عدة أفراد يعيشون في نفس المنزل ونسبة 15.4% كانت تتألف من شخص يعيش بمفرده يبلغ من العمر 65 عاماً أو أكثر. وبلغ متوسط حجم الأسرة المعيشية 2.37، أما متوسط حجم العائلات فبلغ 3.01.
بلغ العمر الوسطي للسكان 37.6 عاماً. وكانت نسبة 26.2% من القاطنين تحت سن الثامنة عشر، وكانت نسبة 9% بين الثامنة عشر والرابعة والعشرين عاماً، ونسبة 24.5% كانت واقعةً في الفئة العمرية ما بين الخامسة والعشرين والرابعة والأربعين عاماً، ونسبة 25.6% كانت ما بين الخامسة والأربعين والرابعة والستين، ونسبة 14.8% كانت ضمن فئة الخامسة والستين عاماً فما فوق. وتوزع التركيب الجنسي للسكان بنسبة 46.7% ذكور و53.3% إناث.